# Adapsilia luteola
Adapsilia luteola är en tvåvingeart som först beskrevs av Daniel William Coquillett 1898.  Adapsilia luteola ingår i släktet Adapsilia och familjen Pyrgotidae. Inga underarter finns listade i Catalogue of Life.